# Lac Verville (rivière Wapishish)
Pour les articles homonymes, voir Verville et Lac Verville.
Le lac Verville est situé dans la zec Onatchiway sur la rive Nord du fleuve Saint-Laurent, dans le territoire non organisé du Mont-Valin, dans la municipalité régionale de comté (MRC) du Fjord-du-Saguenay dans la région administrative de Saguenay-Lac-Saint-Jean, au Québec, au Canada.
Quelques routes forestières desservent la zone Nord et Sud du lac Verville, notamment pour les besoins de la foresterie et des activités récréotouristiques,,.
La foresterie est la principale activité économique de ce bassin versant ; les activités récréotouristiques, en second.
La surface du lac Verville est habituellement gelée de la fin novembre au début avril, toutefois la circulation sécuritaire sur la glace se fait généralement de la mi-décembre à la fin mars.

## Géographie
Les principaux bassins versants voisins du lac Verville sont :
- côté Nord : rivière Wapishish, rivière aux Castors, rivière François-Paradis, rivière aux Sables ;
- côté Est : rivière Wapishish, lac Poulin-De Courval, lac Le Marié, lac Betsiamites ;
- côté Sud : lac Moncouche, lac Doumic, lac Le Breton, lac Gosselin, rivière Sainte-Marguerite, ruisseau Canada ;
- côté Ouest : rivière Saint-Louis, lac La Mothe, rivière Shipshaw[1].

Le lac Verville constitue le principal lac de tête de la rivière Wapishish. Le lac Verville s’alimente des cours d’eau suivants : décharge du lac Séparé (venant de l’Ouest) et le ruisseau Marie (venant du Nord).
L'embouchure de ce lac est située à l’Est à :
- 16,1 km au Sud-Ouest de la confluence de la décharge de la rivière Wapishish avec la rivière aux Sables ;
- 2,8 km au Nord-Ouest du lac Moncouche ;
- 70,6 km au Sud de l’embouchure de la rivière aux Sables (confluence avec le réservoir Pipmuacan) ;
- 27,7 km à l’Est du cours de la rivière Shipshaw ;
- 42,2 km au Nord de la rivière Saguenay[1].

À partir de l’embouchure du lac Verville, le courant suit le cours de la rivière Wapishish, jusqu’à la rive Ouest de la rivière aux Sables. De là, le courant va vers le Nord jusqu’au réservoir Pipmuacan lequel est traversé vers l’Est par la rivière Betsiamites.

## Toponymie
Le terme « Verville » constitue un patronyme de famille d’origine française.
Le toponyme « Lac Verville » a été officialisé le 24 avril 1992 à la Banque des noms de lieux de la Commission de toponymie du Québec.